# Теляковский, Аркадий Захарович
Аркадий Захарович Теляковский (6 января [18 января] 1806, Ярославль — (7 сентября [19 сентября] 1891, Санкт-Петербург) — русский военный инженер, генерал-лейтенант, учёный фортификатор, профессор.

## Биография
Родился в Ярославской губернии, в Пошехонском уезде, в небогатой дворянской семье. Отец — Захар Николаевич Теляковский, участник Отечественной войны 1812 года.
В 1825 году с отличием окончил полный курс Главного инженерного училища, вместе со специализацией офицерских классов, став военным инженером и подпоручиком. Инженер-генерал-лейтенантом он становится в 1864 году. Отец Владимира Аркадьевича Теляковского, последнего Директора Императорских театров.
Аркадий Захарович участвовал в русско-турецкой войне 1828—1829, а в 1830—1860 годах преподавал фортификацию в различных военно-учебных заведениях, принимая участие в строительстве крепостей. Был автором капитальных трудов по фортификации, отличающихся от принятого догматико-схоластического изложения курса фортификации тем, что в них предлагается рассматривать фортификационные системы во взаимосвязи с тактикой и стратегией.
В 1846 году А. З. Тeляковский наиболее полно разработал теорию фортовой крепости.
Теоретическими положениями Теляковского были: связь фортификации с тактикой и стратегией, действиями артиллерии, необходимость сочетания укреплений с местностью и потребностями войск, разработка новых типов оборонительных сооружений, необходимость разделения инженерных работ по очереди исполнения и так далее. Эти положения выдержали практическую проверку во время обороны Севастополя в 1854—1855 годах.
Взгляды Теляковского нашли многочисленных сторонников и продолжателей, послужив основой развития российской школы фортификации. Его критика догматических представлений привела к конфликту с руководством Главного управления военно-учебных заведений и стала причиной перехода на административную работу в 1862 году. В 1863—1865 годах он исполнял обязанности председателя технического комитета Главного инженерного управления.
Несогласия на инженерно-педагогической почве с Э. И. Тотлебеном послужили поводом к отстранению Теляковского от активной научно-педагогической деятельности в 1865 году, а в 1883 году — к отставке. Проживал в Санкт-Петербурге в доме принадлежавшем жене, по почтовому адресу Кузнечный переулок, дом № 6, квартира № 2. Теляковский умер 7 сентября 1891 года в Санкт-Петербурге. Похоронен на Новодевичьем кладбище (Санкт-Петербург) участок № 12.

Могила супругов Теляковских на кладбище Новодевичьего монастыря, СПб.

## Семья
Жена (с 1838) — Юлия Васильевна Каншина (1820—1908), дочь богатого рязанского купца, получившего дворянство, Василия Семеновича Каншина и его жены Марии Николаевны. В браке имела четырнадцать детей, но только семеро из них дожили до взрослого возраста. Из них Эспер, начальник таможенного округа; Леонид,  генерал-лейтенант, и  Владимир (1860—1924), русский театральный деятель, мемуарист.

## Труды
Главные труды А. З. Теляковского:
- Фортификация. Часть первая — «Фортификация полевая», Спб., (1839, Демидовская пр., 1840);
- Фортификация. Часть вторая — «Фортификация долговременная», Спб., 1846.